# Moord onder vuurwerk
Moord onder vuurwerk is een detectiveverhaal van Agatha Christie. Het boek verscheen op de Amerikaanse markt in 1932 onder de titel Peril at End House en werd uitgegeven door Dodd, Mead and Company.  In het Verenigd Koninkrijk verscheen het later in datzelfde jaar. In 1951 werd het boek naar het Nederlands vertaald en uitgegeven door Luitingh-Sijthoff.

## Verhaal
Hercule Poirot en Arthur Hastings verblijven in het Cornish Resort. Poirot denkt dat Magdala "Nick" Buckley zal worden vermoord. Zijn vermoeden wordt bevestigd wanneer hij een kogel vindt waarvan Nick dacht dat het een wesp was die langs haar hoofd vloog. 
Onder de verdachten zijn:
- haar neef en advocaat Charles Vyse
- huishoudster Ellen.
- Meneer en mevrouw Croft die de lodge huren. Een half jaar eerder adviseerden zij Nick om een testament op te maken wegens een operatie.
- George Challenger, die een oogje heeft op Nick.
- Haar vriendin Freddie Rice die lange tijd geleden haar man heeft verlaten omdat ze door hem werd mishandeld
- Haar vriend Jim Lazarus, een kunstenaar die verliefd is op Freddie.

Op advies van Poirot nodigt Nick haar nicht Maggie uit om enkele weken in het resort te verblijven. Tijdens een feestje, waar George afwezig is, wordt druk gesproken over de vermiste piloot Michael Seton. Niet veel later wordt het lichaam van Maggie gevonden. Ze droeg een sjaal van Nick en wellicht heeft de moordenaar zich daardoor vergist.
Om Nick te beschermen, vertelt Poirot dat zij momenteel in het ziekenhuis is. Hij vraagt haar om eten en drank van onbekende bron niet te nuttigen. De volgende dag blijkt Michael Seton dood te zijn. Nick verklaart dat zij stiekem verloofd was met hem. Zij zal nu zijn erfenis krijgen. Poirot en Hastings vinden de liefdesbrieven. Het testament van Nick is spoorloos hoewel zij beweert het te hebben bezorgd aan Charles via meneer Croft. Meneer Croft beweert dat hij het wel degelijk aan Charles heeft afgegeven, maar deze laatste ontkent.
Freddie krijgt opdracht om een doosje pralines af te leveren bij Nick. De pralines blijken cocaïne te bevatten en Poirot ontkent elke betrokkenheid. Poirot verdenkt Freddie omdat zij drugsverslaafd is. Vervolgens maakt Poirot de anderen wijs dat Nick is gestorven. Charles komt niet veel later met het plots gevonden testament: de familie Croft erft alles. Daarop verschijnt de "geest" van Nick en geven de Crofts toe dat ze het testament hebben vervalst. Ze worden gearresteerd door inspecteur Japp. Op dat ogenblik wordt een moordpoging gepleegd op Freddie, maar deze mislukt. De dader is haar terminale man die haar al enkele brieven had geschreven om om geld te vragen.
Poirot komt tot de conclusie dat Nick de moordenaar is van Maggie en Michael. Michael was verloofd met Maggie en niet met Nick. Maggie en Nick hebben officieel dezelfde naam: Magdala Buckley. Nick kwam op het idee om zich voor te doen als haar nicht. George verhandelt drugs en leverde zowel aan Nick als Freddie. Nick gebruikte haar eigen voorraad om de pralines te "vergiftigen". Nick neemt een overdosis cocaïne en sterft. Jim en Freddie besluiten om te trouwen.